# ولادیسلاو دوم (بوهم)
ولادیسلاو دوم یا ولادیسلاو اول (شاه) (چکی: Vladislav II./I.؛ حدود ۱۱۱۰ – ۱۸ ژانویهٔ ۱۱۷۴) دومین شاه بوهم از سال ۱۱۵۸ میلادی بود. پیش از رسیدن به پادشاهی، از سال ۱۱۴۰ دوک بوهم بود. هنگامی که در سال ۱۱۷۲ از مقام خود کناره‌گیری کرد، عنوان پادشاهی هنوز موروثی نبود.
ولادیسلاو فرزند ولادیسلاو یکم و ریچزای برگی بود. او دو بار ازدواج کرد. همسر نخست او گرترود بابنبرگی و همسر دومش جودیت تورینگنی بود.

## سال‌های نخست
ولادیسلاو جوانی ماجراجو بود. او که در دوران حکومت عمویش سوبسلاو یکم، انتظار رسیدن به تاج‌وتخت را نداشت، به بایرن سفر کرد. هنگامی که سوبسلاو در سال ۱۱۴۰ میلادی درگذشت، ولادیسلاو بازگشت و با کمک کنراد سوم شاه آلمان که برادر ناتنی همسرش گرترود بود، توسط نجبای بوهم به عنوان دوک بوهم بر تخت نشست.
در آغاز، ولادیسلاو باید با ادعای پسرعمویش که او نیز ولادیسلاو نام داشت، مقابله می‌کرد. امپراتور لوتار سوم در مهٔ ۱۱۳۸ (؟) به درخواست سوبسلاو، حقوق پسرش را در دیت بامبرگ به رسمیت شناخت. در ماه ژوئن همان سال در سادسکا، نجبا این حقوق را تأیید کردند. هرچند دیتی دیگر در بامبرگ در آوریل ۱۱۴۰، جانشینی پسر ولادیسلاو را تأیید کرد. دوک‌های محلی شامل کنراد دوم زنویمو، وراتیسلاو دوم برنو و اوتوی سوم اولوموتس، مشکلاتی برای او ایجاد کردند. ییندریک زدیک، اسقف اولوموتس که در آن زمان، از اسقف‌نشین خود بیرون رانده شده‌بود، آنان را تکفیر کرده‌بود. دوک‌های محلی به ولادیسلاو خیانت کردند و در ۲۲ آوریل ۱۱۴۲ او را در ویسوکا شکست دادند؛ ولی در تصرف پراگ ناموفق بودند.  ولادیسلاو با کمک کنراد سوم آلمان، تاج‌وتخت خود را حفظ کرد.

## دومین شاه بوهم
در سال ۱۱۴۷ میلادی، ولادیسلاو در جنگ صلیبی دوم همراه کنراد بود؛ ولی لشکرکشی خود را در قسطنطنیه متوقف کرد و به بوهم بازگشت. در مسیر بازگشت خود، از کی‌یف و کراکوف گذر کرد. هنگامی که برای حمایت نظامی به امپراتور فریدریش بارباروسا (جانشین کنراد) علیه شهرهای آزاد شمال ایتالیا (به ویژه میلان) بازگشت، در ۱۱ ژانویهٔ ۱۱۵۸ به پادشاهی بوهم انتخاب شد. به این ترتیب ولادیسلاو پس از وراتیسلاو دوم، دومین حاکم بوهم بود که عنوان پادشاهی را کسب می‌کند.
همچنین در رگنسبورگ، ووژیتسای بالا به ولادیسلاو اعطا شد و او در ۸ سپتامبر در مراسم دومی در میلان تاج‌گذاری کرد. ولادیسلاو یکی از متحدان اصلی امپراتور فریدریش بود. او حسب وظیفهٔ خود در سال ۱۱۵۸ در میلان همراه امپراتور بود. در لشکرکشی‌های ۱۱۶۱، ۱۱۶۲ و ۱۱۶۷ به ایتالیا، ولادیسلاو رهبری طایفهٔ چک را به برادرش دپولد یکم و پسرش بدریک واگذار کرد.
پس از شورش دوک‌های موراویا ولادیسلاو به تدریج بر قلعه‌های موراویا تسلط یافت. با مرگ وراتیسلاو دوم در سال ۱۱۵۶ بر برنو دست یافت؛ پس از مرگ اوتوی سوم، اولوموتس را (با وجود ادعاهای سوبسلاو پسر دوک سوبسلاو) تصرف کرد و در نهایت، با مرگ کنراد دوم، حاکم زنویمو شد. همچنین در سال ۱۱۶۳ برای حمایت از امپراتور در مجارستان مداخله کرد. یکی از شاهزادگان مجاری را به عقد پسر دوم خود سویاتوپلوک درآورد و رابطهٔ دیپلماتیک با مانوئل یکم امپراتور روم شرقی داشت.
دانیل یکم، اسقف پراگ و بزرگترین مشاور ولادیسلاو در سال ۱۱۶۷ درگذشت. این رخداد منجر به تنش در روابط شاهان بوهم و آلمان شد. هنگامی که پسرش آدالبرت به مقام اسقف اعظم زالتسبورگ رسید، امپراتور او را متهم به حمایت از پاپ الکساندر سوم کرد.

## کناره‌گیری
ولادیسلاو مصرّ بود که پسرش فریدریش را به تخت حکومت دوک‌نشین بوهم که در آن زمان هنوز انتخابی بود، برساند. به همین دلیل بدون کسب اجماع نجبای بوهم یا اجازهٔ امپراتور، استعفا کرد. فریدریش تنها یک سال بر تخت نشست و جایگاه خود را به سوبسلاو دوم (بزرگترین پسر سوبسلاو یکم) داد.
ولادیسلاو تا زمان مرگش در ژانویهٔ ۱۱۷۴ در زمین‌های همسر دومش در تورینگن زندگی می‌کرد. او در کلیسای جامع مایسن به خاک سپرده شد. او صومعه‌هایی برای سیسترسی‌ها و نوربرتی‌ها در بوهم بنا کرد. همچنین پلی سنگی روی رود ولتاوا در پراگ ساخت و آن را به افتخار همسر دومش پل جودیت نام‌گذاری کرد. پل در سال ۱۳۴۲ بر اثر سیل خراب شد و پل دیگری به نام پل کارل در جای آن ساخته شد.

## خانواده و فرزندان
فرزندان ولادیسلاو از همسر نخستش گرترود بابنبرگی (درگذشتهٔ ۴ اوت ۱۱۵۰):
- یک دختر (ریچزا؟) همسر یاروسلاو دوم کی‌یف
- فریدریش (جانشین ولادیسلاو)
- سویاتوپلوک همسر گزای دوم مجارستان
- وویتک، اسقف اعظم زالتسبورگ با عنوان آدالبرت سوم بوهم
- اگنس (درگذشتهٔ ۷ ژوئن ۱۲۲۸) رئیس صومعه سنت گئورگ پراگ

فرزندان ولادیسلاو از همسر دومش جودیت تورینگنی (ازدواج در ۱۱۵۵) دختر لودویگ یکم:
- اوتاکار یکم که بعداً شاه بوهم شد
- ولادیسلاو که بعداً با نام ولادیسلاو سوم دوک بوهم شد.
- ریچزا (درگذشتهٔ ۱۹ آوریل ۱۱۸۲) همسر هاینریش یکم دوک مودلینگ پسر هاینریش دوم دوک اتریش